# Carrauntoohil
Carrauntoohil, Carrauntoohill sau Carrantuohill (în alfabet fonetic /ˌkærənˈtuːəl/ KARR-ən-TOO-əl, în irlandeză Corrán Tuathail pronunție în irlandeză [ˌkɔɾˠaːn̪ˠ ˈt̪ˠuəhəlʲ], în traducere "Secera lui Tuathal") este cel mai înalt munte din Irlanda, măsurând 1.038,6 m. Se află în Peninsula Iveragh din Comitatul Kerry, aproape în centrul celui mai înalt lanț montan irlandez, MacGillycuddy's Reeks. Carrauntoohil este compus în principal din gresie, a cărei formare în era glaciară a produs trăsături distinctive pe munte, cum ar fi depresiunea circulară denumită Eagle's Nest („Cuibul vulturului”) și unele văi adânci și creste ascuțite pe versanții estic și nord-estic, foarte populare printre alpiniști.
Fiind cel mai înalt munte al Irlandei, Carrauntoohil este frecventat de pasionații ascensiunilor montane, care utilizează cel mai adesea traseul Devil's Ladder („Scara diavolului”). Cu toate acestea, Carrauntoohil este, de asemenea, parte a unor trasee mai lungi care străbat lanțul montan MacGillycuddy's Reeks, precum Coomloughra Horseshoe (15 km) sau MacGillycuddy's Reeks Ridge Walk (26 km). Terenurile de pe muntele Carrauntoohil, precum și majoritatea celor care fac parte din lanțul montan, sunt deținute în proprietate privată și nu fac parte din vreun parc național, cu toate acestea, accesul rezonabil, în scop recreativ, este permis publicului.

## Geologie
Structural, Carrauntoohil este compus din particule de gresie de diferite dimensiuni, cunoscute în mod colectiv sub numele de Old Red Sandstone („gresie roșie veche”). Acest tip de gresie are o culoare violet-roșiatică (pătată pe alocuri cu verde), este practic lipsită de fosile și datează din perioada devoniană (cu 410 până la 350 de milioane de ani în urmă) când clima de pe actualul teritoriu al Irlandei era ecuatorială caldă. Rocile sedimentare din Peninsula Iveragh sunt dispuse în trei straturi care ajung la o grosime de 7 km (în ordine vertical ascendentă): formațiunea Lough Acoose, formațiunea de gresie cloritică și formațiunea de gresie Ballinskelligs.
Carrauntoohil a fost ulterior supus unor transformări semnificative în timpul ultimei glaciațiuni, rezultatul cărora a fost eroziunea profundă a rocilor muntelui și formarea de văi adânci, piscuri ascuțite și depresiuni circulare.

## Geografie

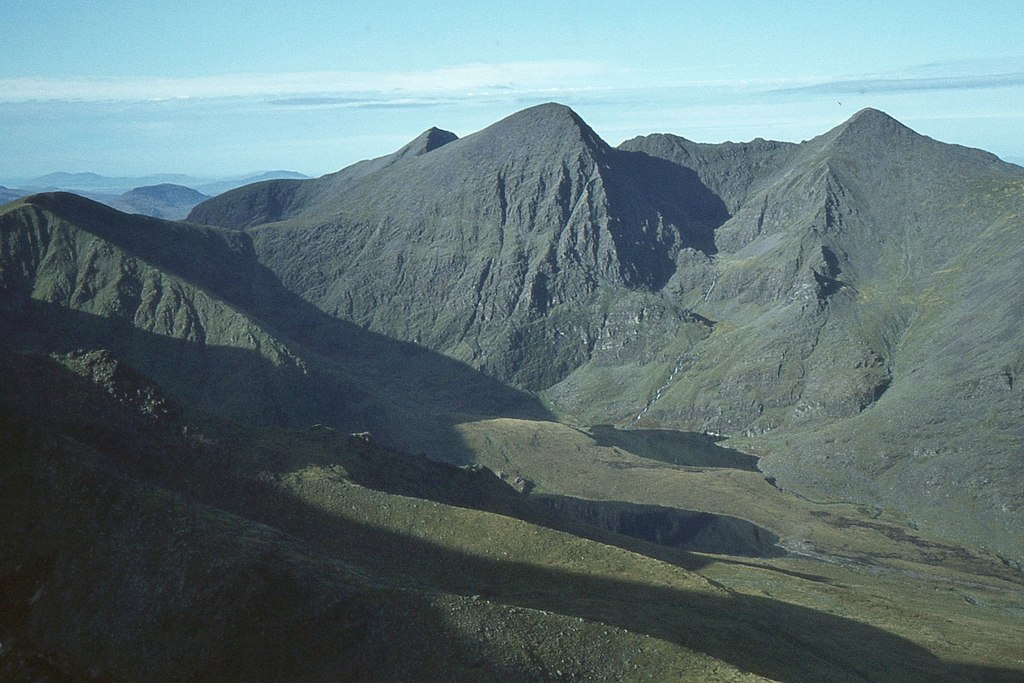
Depresiunea Eagle's Nest („Cuibul vulturului”), înconjurată de vârful Carrauntoohil (stânga), The Bones și Beenkeragh Ridge (centru, spate), Hag's Tooth și Hag's Tooth Ridge până la Beenkeragh (dreapta). Cele trei niveluri ale Eagle's Nest sunt clar vizibile

Carrauntoohil este vârful central al lanțului MacGillycuddy's Reeks și are trei creste majore. La nord, o creastă stâncoasă îngustă, cunoscută sub numele de Beenkeragh Ridge, conține vârful The Bones (în irlandeză Na Cnámha) și duce la al doilea cel mai înalt vârf al Irlandei, Beenkeragh (în irlandeză Binn Chaorach) de 1.008 m. Creasta dinspre vest, numită Caher Ridge, duce la al treilea vârf ca înălțime al Irlandei, Caher de 1.000 m. O a treia creastă, sud-estică, mult mai largă, coboară către vârful Devil's Ladder („Scara diavolului”) (calea obișnuită de acces spre Carrauntoohil dinspre Hag's Glen), dar se ridică apoi până la vârful Cnoc na Toinne ("Muntele vălurit") de 845 m, de unde continuă secțiunea lungă a crestei estice a lanțului montan MacGillycuddy's Reeks.
De pe muntele Carrauntoohil, orizontul se deschide către trei văi largi, fiecare având propriile lacuri. La est de Carrauntoohil se află Hag's Glen (în irlandeză Com Caillí, după numele zeiței gaelice Cailleach), la vest Coomloughra (în irlandeză Chom Luachra, în traducere „golul cu papură”) iar la sud Curragh More (în irlandeză Currach Mór, în traducere „mlaștina mare”).
Pe versantul nord-estic al muntelui Carrauntoohil se găsește o depresiune adâncă, cunoscută sub numele de Eagle's Nest („Cuibul vulturului”), care este accesibilă dinspre Hag's Glen și se ridică pe trei niveluri. În vârf, la al treilea nivel, se află Lough Cummeenoughter, lacul din Irlanda situat la cea mai mare altitudine. Din Eagle's Nest se pot observa văile de pe versantul nord-estic a muntelui Carrauntoohil: Curved Gully, Central Gully și Brother O'Shea's Gully. Uneori, termenul Eagle's Nest este folosit pentru a desemna refugiul montan construit în zonă, o cabană mică din piatră care se află la primul nivel al depresiunii, la capătul traseului de escaladă care parcurge Heavenly Gates („Porțile Cerului”) către „Cuibul vulturului”.
Carrauntoohil este cel mai înalt munte din Irlanda pe toate scalele de clasificare. Este al 133-lea cel mai înalt munte din lume și al patrulea cel mai înalt munte din Marea Britanie și Irlanda, în clasamentul Simms. Carrauntoohil este considerat de către Clubul scoțian de alpinism (Scottish Mountaineering Club - SMC) drept unul dintre cei 34 de „furths”, care sunt definiți ca munți peste 3.000 ft (914,4 m) altitudine și care îndeplinesc criteriile SMC pentru a fi clasificați drept Munro, dar care se află în afara („furth”) Scoției. Din acest motiv, Carrauntoohil este cunoscut și ca unul dintre cei treisprezece „Munros” irlandezi.
Înălțimea relativă mare a lui Carrauntoohil îi asigură îndeplinirea condițiilor pentru clasificările P600 și Marilyn. Carrauntoohil este cel mai înalt munte din „Baza de date online MountainViews” și din „Cei mai înalți 100 de munți irlandezi (100 Highest Irish Mountains)”.

## Vârful Carrauntoohil

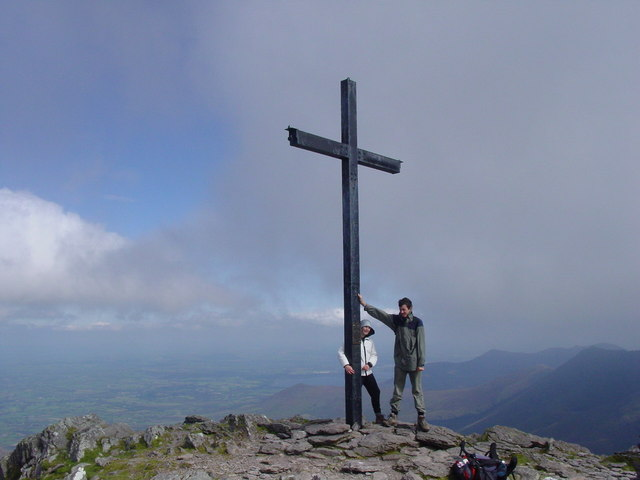
Vârful Carrauntoohil

În anii 1950, pe vârf a fost ridicată, de către comunitatea locală, o cruce de lemn, pe un teren proprietate privată deținut de o obște sătească. În 1976, crucea de lemn a fost înlocuită cu o cruce din oțel de 5 m înălțime. În 2014, crucea a fost tăiată de persoane necunoscute, în semn de protest față de Biserica Catolică din Irlanda, dar a fost reînălțată la scurt timp după aceea.
Din cauza riscurilor de abordare a versanților abrupți de nord-est și de est ai muntelui Carrauntoohil, echipa de salvatori montani Kerry Mountain Rescue Team - KMRT) a plasat marcaje de atenționare pe vârf și în special pe sectorul Howling Ridge (creasta dintre versanții nord-estic și estic), a cărui porțiune inițială poate fi confundată cu un traseu de coborâre facil

## Denumire
Carrauntoohil este cea mai comună și oficială ortografie a numelui, fiind singura versiune folosită de Agenția de Stat a Departamentului pentru Locuințe, Administrație Locală și Patrimoniu din Irlanda (Ordnance Survey Ireland), Baza de date cu nume de locuri din Irlanda (Placenames Database of Ireland) și de academicianul irlandez Paul Tempan, creatorul bazei de date „Nume irlandeze de dealuri și munți” (Irish Hill and Mountain Names) în 2010. Varianta Carrauntoohill a fost de asemenea folosită în trecut, de exemplu de istoricul irlandez Patrick Weston Joyce în 1870. Alte variante ortografice mai puțin utilizate au fost Carrantoohil, Carrantouhil, Carrauntouhil și Carrantuohill, toate acestea fiind variante anglicizate ale numelui în limba irlandeză.
În lucrarea „Nume irlandeze de dealuri și munți” (Irish Hill and Mountain Names) Paul Tempan menționează că numele irlandez al lui Carrauntoohil „este învăluit în incertitudine” și că „spre deosebire de unele vârfuri mai mici, cum ar fi Mangerton sau Croagh Patrick, acesta nu este menționat în literatura irlandeză timpurie”. Numele oficial irlandez este Corrán Tuathail, despre care Tempan notează că este interpretat ca „secera lui Tuathal”, Tuathal fiind un prenume masculin. Patrick Weston Joyce a interpretat anterior numele drept „secera inversată”, traducând termenul irlandez tuathail care înseamnă „stângaci”, dar conform lui P. W. Joyce, regula „se aplică la tot ceea ce este inversat față de direcția corectă”. Dintr-o altă perspectivă, într-una dintre cele mai vechi relatări scrise despre munte, din 1812, Isaac Weld îl numește Gheraun-Tuel, iar în „Dicționarul topografic al Irlandei” (Topographical Dictionary of Ireland) din 1837, Samuel Lewis îl numește Garran Tual sugerând că primul element ar fi fost géarán („colț”) – care se găsește în numele altor munți din Comitatul Kerry – și că numele anterior ar fi putut fi Géarán Tuathail [„Colțul (dintele) lui Tuathal”].

## Drepturi de proprietate
Alpinistul și scriitorul Jim Ryan a notat în cartea sa din 2006 „Carrauntoohil and MacGillycuddy’s Reeks” că muntele Carrauntoohil, inclusiv cea mai mare parte a Hag’s Glen, este în proprietate privată. Proprietatea este deținută de patru familii: Donal Doona, John O'Shea, John B. Doona și James Sullivan. Străbunicii lor au cumpărat pământul de la Comisia irlandeză de împroprietărire (Irish Land Commission), „plătind suma de unsprezece șilingi și doi pence (70 de eurocenți în banii de astăzi), de două ori pe an, timp de mai multe decenii”. În cartea sa, Ryan i-a felicitat pe proprietari pentru că de-a lungul anilor au permis acces nestingherit excursioniștilor, ignorând pagubele produse propriilor ferme.
Un raport elaborat de statul irlandez în decembrie 2013, referitor la accesul în zonă și intitulat „Evaluarea dezvoltării accesului către MacGillycuddy Reeks” (MacGillycuddy Reeks Mountain Access Development Assessment), numit și „Proiectul de acces spre munte” (Mountain Access Project), a cartografiat rețeaua complexă de terenuri. Spre deosebire de multe alte lanțuri muntoase din Irlanda, terenurile de pe MacGillycuddy's Reeks nu sunt incluse într-un parc național, ci sunt deținute de persoane private.
Situația proprietății a stârnit îngrijorări în lumina creșterii numărului vizitatorilor muntelui Carrauntoohil (și ai zonei în general), precum și a eroziunii și lipsei de infrastructură pe care alte situri deținute de stat au putut să le soluționeze. În 2019, Irish Times nota că MacGillycuddy Reeks Mountain Access Forum, un grup format din proprietari de terenuri, utilizatori comerciali și grupuri de excursioniști, înființat în 2014 cu scopul de a „proteja, gestiona și asigura dezvoltarea durabilă a lanțului montan MacGillycuddy's Reeks, în același timp stopând și inversând degradarea evidentă și agravantă a traseului", a obținut un oarecare succes, stabilind noi trasee dinspre Hag's Glen către Carrauntoohil, cu toate acestea, Irish Times s-a întrebat: „Ar trebui ca munții din Comitatul Kerry să devină parc național?”.

## Turism montan
Nu există statistici separate despre drumeții și alpiniștii care au urcat pe muntele Carrauntoohil, cu toate acestea, s-a înregistrat că peste 125.000 de persoane au accesat zona în 2017 și peste 140.000 în 2018, dintre care majoritatea au ajuns pe Carrauntoohil. Atracția muntelui a condus la producerea de numeroase accidente și chiar decese de-a lungul anilor, iar până la împlinirea a 50 de ani de la înființarea echipei de salvatori montani Kerry Mountain Rescue Team în 2017, se înregistraseră peste 40 de decese în zonă, multe dintre acestea „în proximitatea muntelui Carrauntoohil”. Accidentele de pe munte au fost atribuite vremii nefavorabile, plecărilor la ore târzii combinate cu lăsarea întunericului la coborâre și căderilor de pietre în zonele supuse eroziunii.

### Trasee
Drumul cel mai scurt către vârful Carrauntoohileste prin Devil's Ladder („Scara Diavolului”), care începe la Cronin's Yard („Curtea lui Cronin”) în nord-est, spre Hag's Glen, continuă spre Lough Gouragh și Lough Calee, până la Devil's Ladder („Scara diavolului”), o potecă de legătură între Hag's Glen și valea dintre vârfurile Carrauntoohil și Cnoc na Toinne. Nu este nevoie de echipament special, dar se recomandă prudență, deoarece Devil's Ladder a devenit instabilă din cauza suprasolicitarii, alternativa este traseul Bothar na Gige (pe culmea dinspre nord-est către Cnoc na Toinne). Traseul dus-întors de la Cronin's Yard este de 12 km și durează 4-5 ore.

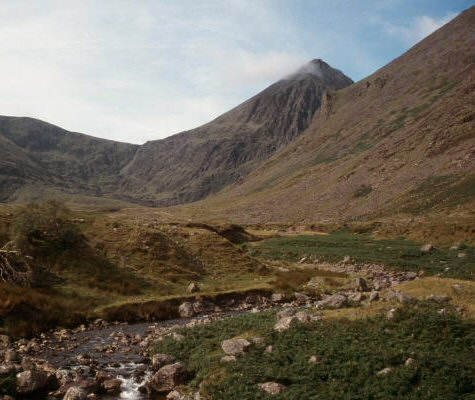
Calea de acces dinspre Hag's Glen către Carrauntoohil (dreapta), pe traseul Devil's Ladder până la valea dintre Carrauntoohil (dreapta) și Cnoc na Toinne (stânga)

Alte trasee populare, dar mai dificile, către Carrauntoohil dinspre Hag's Glen sunt prin Hag's Tooth Ridge până la Beenkeragh, apoi peste Beenkeragh Ridge până la Carrauntoohil sau prin traseul Eagle's Nest până la Lough Cummeenoughter, cel mai înalt lac al Irlandei și apoi până la vârf prin Brother O'Shea's Gully sau Curved Gully.
În loc să coboare pe Devil's Ladder („Scara diavolului”), unii excursioniști folosesc un traseu cunoscut sub numele de Heavenly Gates („Porțile Cerului”), care începe deasupra „Scării Diavolului”, dar urmează o potecă îngustă de piatră care traversează partea de est a Carrauntoohil, printr-un gol îngust, cunoscut ca Heavenly Gates, apoi se îndreaptă în diagonală, printr-o vale adâncă, până la baza primului nivel al Eagle's Nest („Cuibul vulturului”), unde se găsește cabana cu rol de refugiu montan. Totuși, acest traseu este dificil, greu de străbătut, deoarece nu este marcat și devine deosebit de periculos în condiții de vizibilitate redusă, aici având loc câteva accidente grave.
Un traseu obositor, în formă de potcoavă, este Coomloughra Horseshoe de 15 km, care durează 6-8 ore și este descris ca „una dintre rutele clasice pe crestele Irlandei”. Pornește dinspre nord-vest pe Hydro-Track și de obicei urmează sensul acelor de ceasornic, mai întâi urcând spre Skregmore (848 m), apoi până la Beenkeragh (1008 m), peste celebra Beenkeragh Ridge, în centrul căreia se înalță The Bones (956 m), apoi spre vârful Carrauntoohil. Aici, „Potcoava” se întoarce, continuând către Caher (1000 m), Caher West Top (973 m) și coborând în final către punctul de plecare. 

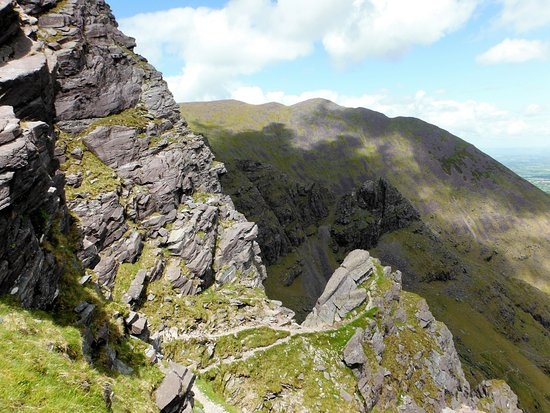
Heavenly Gates pe versantul estic al muntelui Carrauntoohil, punctul de plecare al traseului de escaladă de 450 de metri Howling Ridge

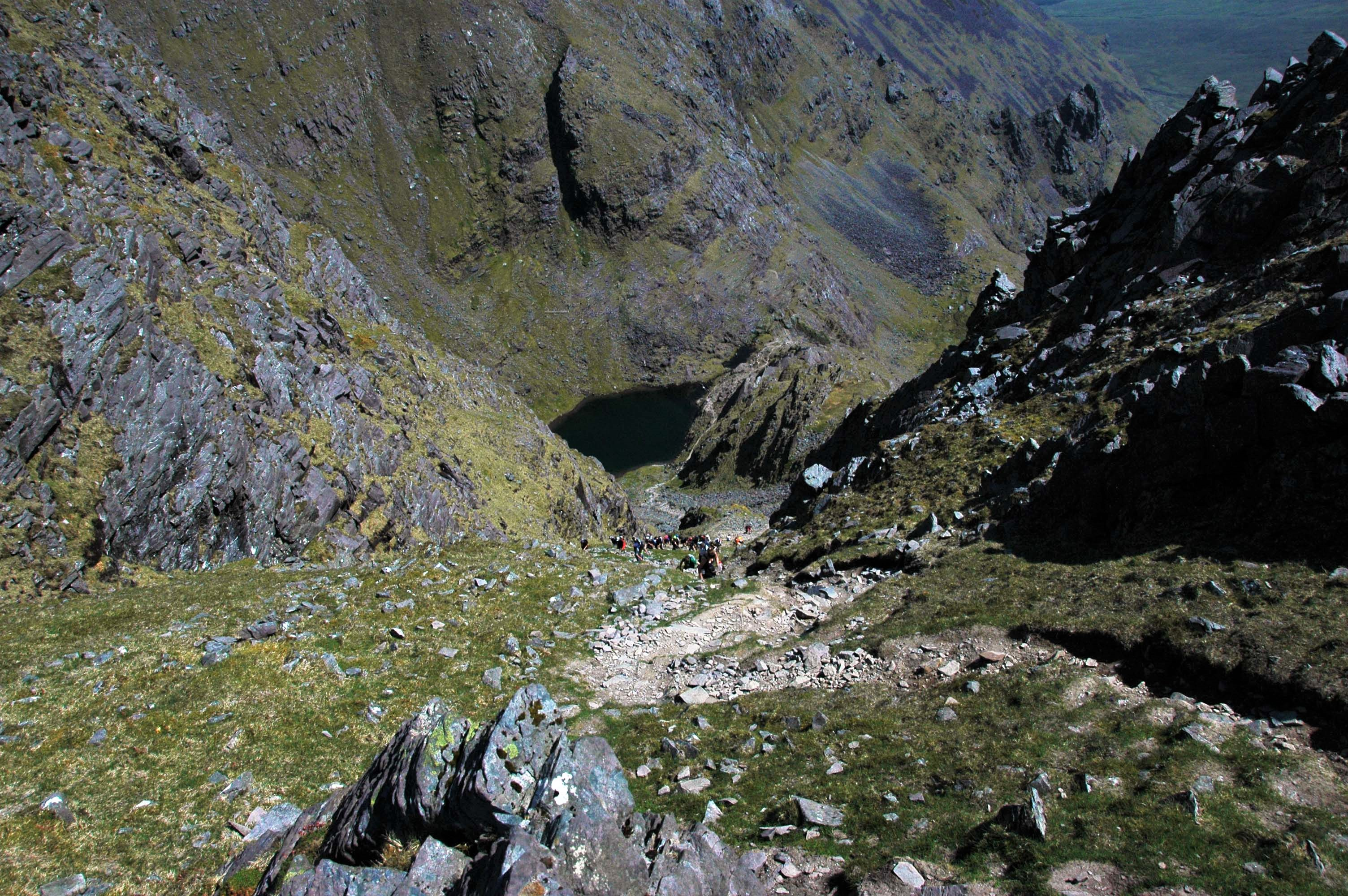
Ruta Brother O'Shea's Gully spre Eagle's Nest (al treilea nivel) și lacul Lough Cummeenoughter

De asemenea, Carrauntoohil este parte a MacGillycuddy's Reeks Ridge Walk, un traseu de 12-14 ore (26 km) care parcurge întregul lanț montan.

### Alpinism și escaladă în perioada de iarnă
Deși zona nu este în mod special renumită pentru escaladă (cățărat pe stâncă), spre deosebire de Ailladie în Comitatul Clare sau Fair Head în Antrim, pe versantul estic al Carrauntoohil, spre Hag's Glen și pe cel nord-estic, spre Brothers O'Shea's Gully, se găsesc o serie de trasee de alpinism, escaladă sau mixte. Cel mai cunoscut traseu este cel de pe creasta Howling de 450 m (grad de dificultate „foarte dificil” sau „V-Diff”), care începe de la baza Heavenly Gates și urmează valea dintre fețele de est și nord-est ale muntelui Carrauntoohil.

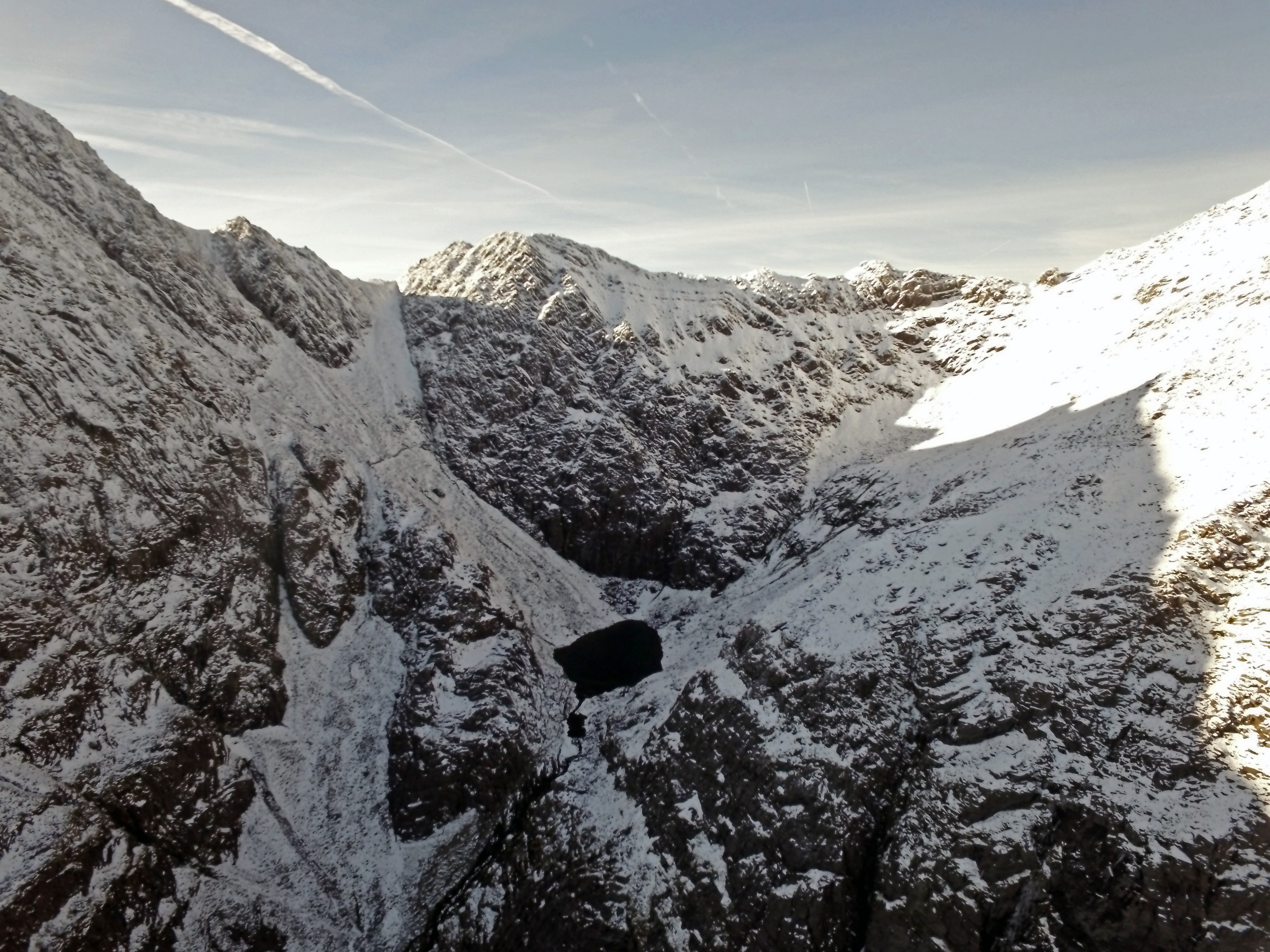
Eagle's Nest și lacul Lough Cummenoughter în timpul iernii

Aceeași versanți, cel estic și cel nord-estic, sunt, de asemenea, pretabili pentru alpinism de iarnă, dacă condițiile permit, aici fiind marcate șapte trasee de escaladă de gradul V, printre cele aproape optzeci de trasee existente.